# Mugabe Were
Mugabe Were (ur. 9 sierpnia 1968, zm. 29 stycznia 2008 w Nairobi) – kenijski polityk Pomarańczowego Ruchu Demokratycznego (ODM). Został zastrzelony podczas zamieszek po wyborach.